# Pusinky (film)
Pusinky jsou český film z roku 2007 režisérky Karin Babinské. Jde o road movie vyprávějící příběh tří osmnáctiletých kamarádek – Karolíny (Sandra Nováková), Išky (Marie Doležalová) a Venduly (Petra Nesvačilová), prožívajících poslední prázdniny po maturitě. Dívky během nakonec neuskutečněné cesty do Nizozemska hledají vlastní identitu a jedna z dívek se navíc vyrovnává se svou sexuální orientací. Název je slovní hříčkou anglického označení pro vagínu nebo fenu ("pussy").[zdroj⁠?!]
Film byl v roce 2007 oceněn na filmovém festivalu Finále Plzeň cenou Zlatý ledňáček za nejlepší film.

## Obsazení
| Sandra Nováková          | Karolína |
| Marie Doležalová         | Iška     |
| Petra Nesvačilová        | Vendula  |
| Oldřich Hajlich          | Vojta    |
| Erik Kalivoda            | Bobr     |
| Mario Kubaš              | Vrbař    |
| Matěj Ruppert            | Beďas    |
| Lenka Dolanská Vlasáková | Hanka    |